# بنفسج نابي
البنفسج النابِيّ أو الحمرون النابيّ أو أسنان الكلب (الاسم العلمي: Erythronium dens-canis) هو نبات مزهر عشبي معمر بصلي من الفصيلة الزنبقية، ينمو حتى 25 سم (10 بوصات). وهو واطن في وسط وجنوب أوروبا من البرتغال إلى أوكرانيا. إنه النوع الطبيعي الوحيد من الحمرون في أوروبا. على الرغم من الاسم الشائع، إلا أنه لا يرتبط ارتباطاً وثيقاً بالبنفسج الحقيقي من جنس البنفسج.